# 天正大判
天正大判（てんしょうおおばん）とは安土桃山時代から江戸時代の初期に掛けて、主に豊臣家が金細工師の後藤四郎兵衛家に鋳造を命じた大判であり、天正16年（1588年）が初鋳とされ、天正菱大判（てんしょうひしおおばん）、天正長大判（てんしょうながおおばん）および大仏大判（だいぶつおおばん）が知られる。

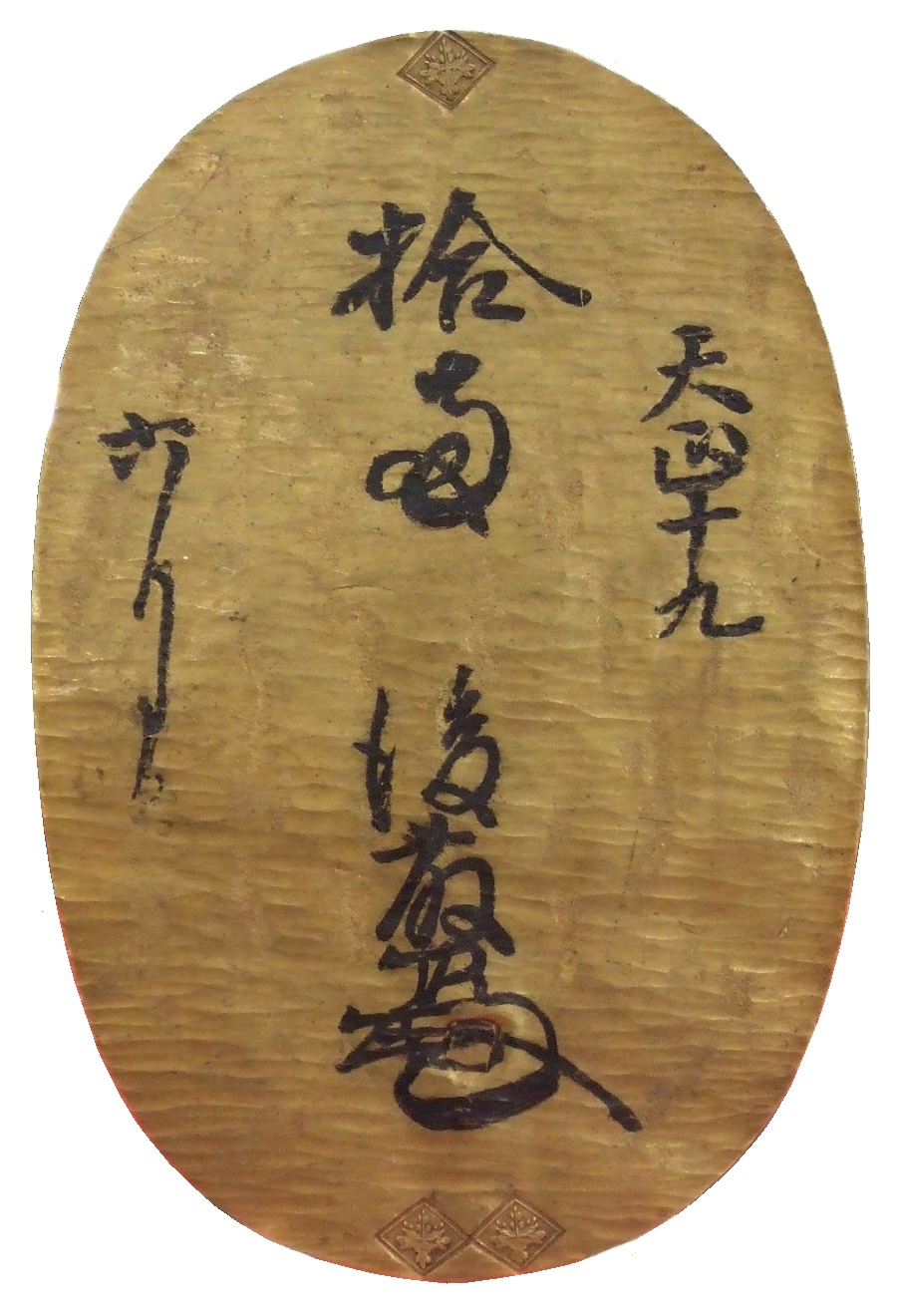
天正菱大判　造幣博物館蔵

## 概要
量目は金一枚すなわち京目拾両（四十四匁）を基準としているが、実際には色揚げによる減量および磨耗などを考慮し慣例により二分の入り目が加えられ、四十四匁二分が規定量目である。表面は槌目（つちめ）であることが天正大判の特徴である。
通用は江戸時代に入っても慶長大判と並行していたと見られ、元禄8年（1695年）に停止となった。

## 天正菱大判
表面中央に「拾両後藤（花押）」、右上に「天正十六」などと年号が墨書され、菱枠の桐極印が上部に一箇所、下部に二箇所に打たれていることから菱大判と呼ばれるが、同形式で丸枠桐極印が上下にそれぞれ一箇所のものの存在する。裏面には極印はない。中央下部に埋め金があり、譲葉金などの判金に足し金して量目を調整したものと考えられる。量目は後の長大判と同じであるがサイズは一回り小さい楕円形である。
墨書は四代後藤光乗の弟である菱後藤家の後藤祐徳によるものとされる。年号には他に「天正十七」、「天正十九」と書かれたものが存在するが、全体の現存数は数品と見られ、貨幣博物館および造幣博物館などに展示されている。
- わが国の貨幣史 天正菱大判

## 天正長大判
墨書きは「拾両後藤（花押）」で年号表示は無く五代後藤徳乗のものであり、上下左右に丸枠桐極印がそれぞれ一箇所、計四箇所打たれている。裏面中央には丸枠桐紋、亀甲桐紋、花押の極印があり、亀甲枠については有る無し、双方が存在する。大判の中でもサイズが特に大きく縦17センチメートル以上のものとされ長大判と呼ばれる。
サイズが大きく見栄えのするものであることから、豊臣秀吉が天正17年5月（1589年）に太閤の金賦りで与えたものは長大判であるとする説もあるが、これは菱大判の鋳造時期であり長大判の初鋳が文禄4年（1595年）であるならば矛盾し疑問である。
裏面中央に澤瀉紋、亀甲桐紋、花押の極印が打たれた澤瀉大判（おもだかおおばん）は秀吉が毛利輝元に後藤家で大判を作製することを許したと推定する説もあるが定かでない。
鋳造高は文禄4年5月から慶長2年2月（1597年）までは、約3万枚と推定され、慶長3年3月（1598年）から5年2月（1600年）までは23,963枚である。
- 『金融研究』巻頭エッセイ　第１シリーズ　「貨幣の歴史」 天正大判－豊臣秀吉の金銀貨－
- わが国の貨幣史 豊臣秀吉の金銀貨

## 大仏大判

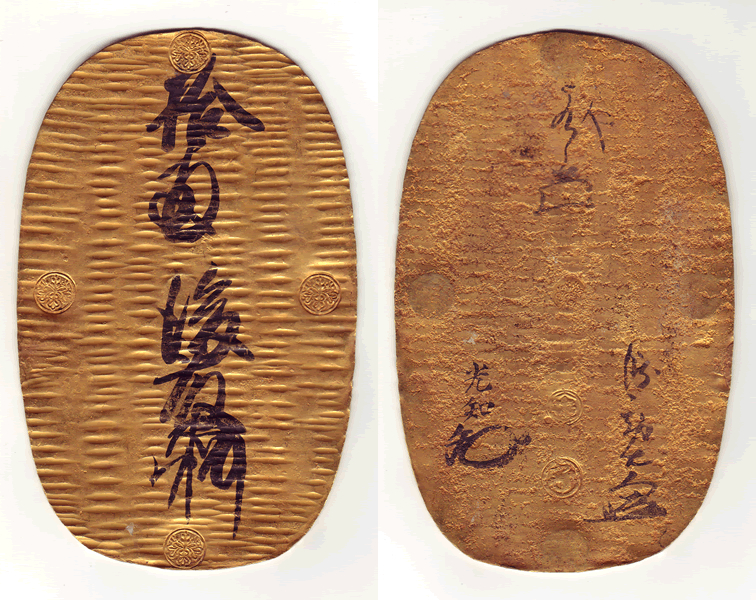
大仏大判

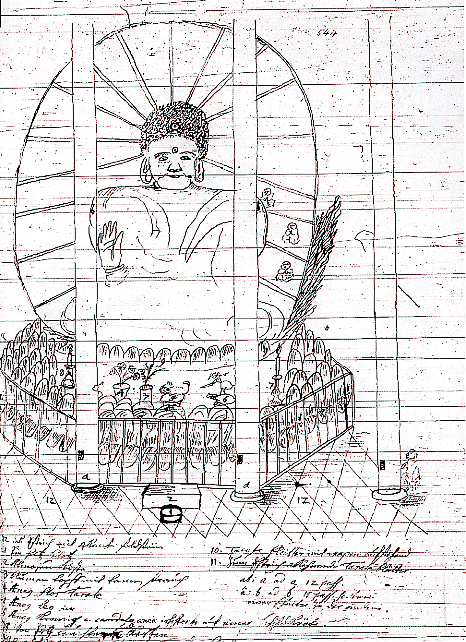
エンゲルベルト・ケンペルの方広寺大仏（京の大仏）のスケッチ。ただしこのスケッチに描かれている大仏は寛文7年(1667年)再建の3代目大仏で、秀頼の再建した2代目大仏ではない。

形式は長大判と同じく「拾両後藤（花押）」と墨書され五代後藤徳乗の書であり、右上に「大」と墨書されたものもあり、上下左右にやや大きめの丸枠桐極印がそれぞれ一箇所、計四箇所打たれている。裏面中央には丸枠桐紋、亀甲桐紋、花押の極印がある。形状はやや角ばった楕円形となり長大判より縦のサイズが短い。現存数は天正大判の中で最も多い。
豊臣秀頼が京都の方広寺大仏（京の大仏）および大仏殿再建の費用に当てるために慶長13年10月（1608年）から17年1月（1612年）に掛けて鋳造されたものとされ大仏大判と呼ばれ、これは徳川家康が秀頼の蓄財を消費させる目的で方広寺の再建を指示したとされる。鋳造時期は慶長大判と重なるが、豊臣家によるものであることから天正大判の範疇に入れられる。
これにより大坂城に蓄えられていた分銅金の内、二千枚（約330キログラム）分銅17個、千枚（約165キログラム）分銅11個が消費された。

## 種類
| 名称       | 鋳造開始                | 規定品位 分析品位(造幣局)                             | 規定量目             | 鋳造量     |
| ---------- | ----------------------- | ----------------------------------------------------- | -------------------- | ---------- |
| 天正菱大判 | 天正16年 （1588年）     | 六十一匁位（72.1%） -                                 | 44.2匁 (164.9グラム) | 約40,000枚 |
| 天正長大判 | 文禄4年5月 （1595年）   | 五十八匁一分位（75.7%） -                             | 44.2匁 (164.9グラム) | 約55,000枚 |
| 大仏大判   | 慶長13年10月 （1608年） | 六十匁位三分一厘位（73.0%） 金73.84%/銀24.10%/雑2.06% | 44.2匁 (164.9グラム) | 39,763枚   |